# Le Bec-Thomas
Le Bec-Thomas är en kommun i departementet Eure i regionen Normandie i norra Frankrike. Kommunen ligger i kantonen Amfreville-la-Campagne som tillhör arrondissementet Bernay. År 2022 hade Le Bec-Thomas 200 invånare.

## Befolkningsutveckling
Antalet invånare i kommunen Le Bec-Thomas
Referens:INSEE